# YF-40

YF-40はN2O4とUDMHをガス発生器サイクルで燃焼する中国の液体燃料 ロケットエンジンである。2個のジンバル装架式燃焼室を備える。
原型機は長征1号Dの2段目のために開発された。 長征4号シリーズの3段目で使用される。